# Darik Radio
Darik Radio – Sofia (bulgară Дарик радио) este un post de radio bulgar, specializat în știri și comentarii din partea Bulgariei. A fost lansat la ora 12 la 21 ianuarie 1993. Totuși, Darik Radio este cea mai mare rețea privată de radio din Bulgaria. Are o rețea vastă de corespondenți în aproape 20 de țări din Europa și America de Nord. Un sondaj recent a arătat că Darik Radio este postul preferat printre locuitorii orașelor și pe cei din clasa de mijloc.